# Брет Истон Елис
Брет Истон Елис (енгл. Bret Easton Ellis; Лос Анђелес, 1964) амерички је писац.

## Биографија
Његов отац Роберт Мартин Елис је био предузимач, па је Брет је одрастао у стабилној и имућној породици. Родитељи су му се развели 1982. године. Раних осамдесетих главни предмет његових интересовања била је музика. Као студент Бенингтон колеџа свирао је клавијатуре у неколико локалних „“ бендова, да би касније под утицајем Хемингвејеве прозе почео да се развија као писац. Према сопственом признању, музика (и популарна култура уопште) и даље ће остати важан фактор у његовом стварању. На питање о утицајима, Елис у једном интервјуу одговара: „Књиге, филмови, ТВ и наравно рокенрол." 
Када је 2002. године у једном интервјуу упитан да ли је геј, Елис је изјавио како он своју сексуалност не доживљава као стриктно хомосексуалну или хетеросексуалну. Такође је ставио до знања како нема проблем да га други људи доживљавају као једно или друго, те да је то омогућило флуидност његове персоне, и да се у различитим периодима различитим људима декларише као геј, стрејт или бисексуалан.
У интервјуу из 1999. године, аутор је потенцирао како је његова изворна невољност да етикетира своју сексуалност потекла из жеље за "уметичком слободом". Он тврди како би људи у случају да је његова оријентација била јасно декларисана као хетеросексуална или хомосексуална, другачије читали његове књиге.
Брет Истон Елис данас живи у Њујорку и Ричмонду, у америчкој савезној држави Вирџинија.

## Дела
Први роман, Мање од нуле, објавио је са 23 године. За роман Амерички психо, издавачка кућа „Simon and Schuster“ унапред даје Елису 300.000 долара, али бива принуђена да одустане од издавања после притисака више женских организација и жена запослених у самој издавачкој кући. Роман касније објављује издавач „Vintage“. Поред ова два, Елис је аутор и романа Правила привлачности (1987), Гламурама (1998) и Лунар парк (2004), као и збирке прича Доушници (1994).